# Parkland, Florida
Parkland là một thành phố ở Quận Broward, Florida, Hoa Kỳ. Theo điều tra dân số năm 2010, dân số của Parkland là 23.962, và cuộc điều tra dân số năm 2016 ước tính có dân số 31.507 người. Parkland là một phần của vùng đô thị Miami, nơi có khoảng 6.012.321 người vào năm 2015.
Parkland được biết đến với luật phân vùng của mình, được thiết kế để bảo vệ tính "công viên" như tên của thành phố. Ban đầu, không có cửa hàng hoặc đèn giao thông ở Parkland, mặc dù điều này bắt đầu thay đổi vào giữa những năm 1990 và đầu những năm 2000 với sự bổ sung của các khu phát triển khu phố lớn như Heron Bay và Parkland Isles.
Vào ngày 14 tháng 2 năm 2018, vụ xả súng trường trung học Stoneman Douglas đã diễn ra tại Parkland. Với 17 người chết, đó là vụ xả súng tồi tệ nhất ở một trường trung học trong lịch sử nước Mỹ.